# Ловрич, Любомир
Любомир Ловрич (серб. Ljubomir Lovrić / Љубомир Ловрић; 28 мая 1920, Нови-Сад — 26 августа 1994, Белград) — югославский футболист и футбольный тренер, серебряный призёр летней Олимпиады 1948 года.

## Карьера

### Клубная
Воспитанник школы клуба «Югославия», в котором выступал с 1937 по 1941 годы. После расформирования клуба во время немецкой оккупации вступил в югославский партизанский отряд, который вёл борьбу с немецкими оккупантами. После освобождения Югославии от немецких захватчиков возобновил карьеру игрока в составе команды «Црвена Звезда», в которой играл до 1952 года.

### В сборной
В составе сборной дебютировал 18 мая 1939 в матче против Англии, который югославы выиграли 2:1 именно благодаря игре Ловрича. Всего он провёл 5 игр, в которых пропустил 11 мячей. Последний матч за сборную провёл 13 августа 1948 против Швеции в рамках Олимпиады в Лондоне. Это была финальная игра, которую шведы выиграли 3:1, а Ловрич стал серебряным призёром Игр.

## После игровой карьеры
С 1959 по 1964 годы Ловрич возглавлял сборную Югославии, руководя ей на чемпионате Европы 1960, чемпионате мира 1962 и Олимпиаде 1964 года. Также был спортивным репортёром, работая в газетах «Правда» (1939—1941), «Юность» (1945—1951) и «Схватка» (1952—1959), а затем работал главным редактором газеты «Спорт» (1959—1980).